# Села при Шмарју
Села при Шмарју (словен. Sela pri Šmarju, у старијим изворима такође Села  ) је мало насеље у општини Гросупље у централној Словенији покрајина Долењска. Општина припада регији Средишња Словенија.
Насеље се налази између Гропупља и Шмарје-Сапа на надморској висини 343,5 м, површине 2,1 км². Приликом пописа становништва 2002. године насеље је имало 153 становника.

## Име
Име насеља Села промењено је 1955. у Села при Шмарју

## Културно наслеђе
Локална црква посвечена Светом Мохору у Фортунату припада парохији Шмарје-Сап. Први пут се помиње у писаним документима 1444 године која је рестилизована у барокну у другој половини 18. века.